# Кац, Михаил Евелевич
Михаил (Яков, Янкель, Янкель-Мовша, Яков-Моисей) Евелевич (Яковлевич) Кац (14 (26) октября 1887, Вологда, Вологодская губерния, Российская империя — 24 марта 1964, Велико-Тырново, Болгария) — российский, советский, шведский и болгарский скульптор еврейского происхождения. 

## Биография
Родился в 1887 году в Вологде в семье музыканта (?) Евеля (Якова) Каца. Окончил скульптурное отделение Казанской художественной школы (1909) и Императорскую академию художеств (1915), где учился в 1910—15 годах в мастерских В. А. Беклемишева и Г. Р. Залемана. 
В 1915 году за представленную дипломную скульптуру «Слепой Самсон с мальчиком-поводырем» получил образовательный грант на поездку в Италию, куда отправился в следующем году (несмотря на то, что в то время шла Первая мировая война, Италия в тот момент оставалась нейтральной). 
В Италии весной 1917 года участвовал в «Выставке русских художников, проживающих в Риме» (вместе с Н. С. Гончаровой, М. Ф. Ларионовым, С. В. Бакаловичем, княжной О. В. Барятинской).
Вскоре после революции в России, нуждаясь в средствах, поступил на работу в советское полпредство, где его начальником был Вацлав Воровский. После убийства Воровского, Кацу было поручено создать ему памятник в Москве, который был выполнен в новаторском ключе и сразу же вызвал бесконечные нарекания. 
Столкнувшись со всеобщей критикой своей работы, Кац выехал заграницу. В середине 1920-х годов (ок. 1924—26), по неподтверждённым данным, находился в Великобритании. В 1926 году поселился в Стокгольме, где проживал вплоть до 1951 года. В Швеции Кац, в частности, создал скульптуру «Веер» (в парке виллы Балингсхольмс) и статую «Рабочий» («Кузнец»), установленную в Стокгольме перед зданием Индустриального центра. Несколько копий той же скульптуры можно увидеть в других шведских городах.
В 1951 году Кац переехал из Швеции в Болгарию. Здесь он создавал работы в традициях социалистического реализма (бронзовый рельеф с портретом Сталина, скульптуры «Лысенко и Мичурин», «Физкультурник»). Преподавал в Институте изобразительных искусств и в Университете Кирилла и Мефодия в Велико-Тырново. Правительством Социалистической Болгарии был награждён орденом Кирилла и Мефодия I степени (1961).
Скончался скульптор Кац в Велико-Тырново в 1964 году. Отдельные работы Каца представлены в музеях Рима, Плевена (Плевны), Санкт-Петербурга и др.

## Галерея

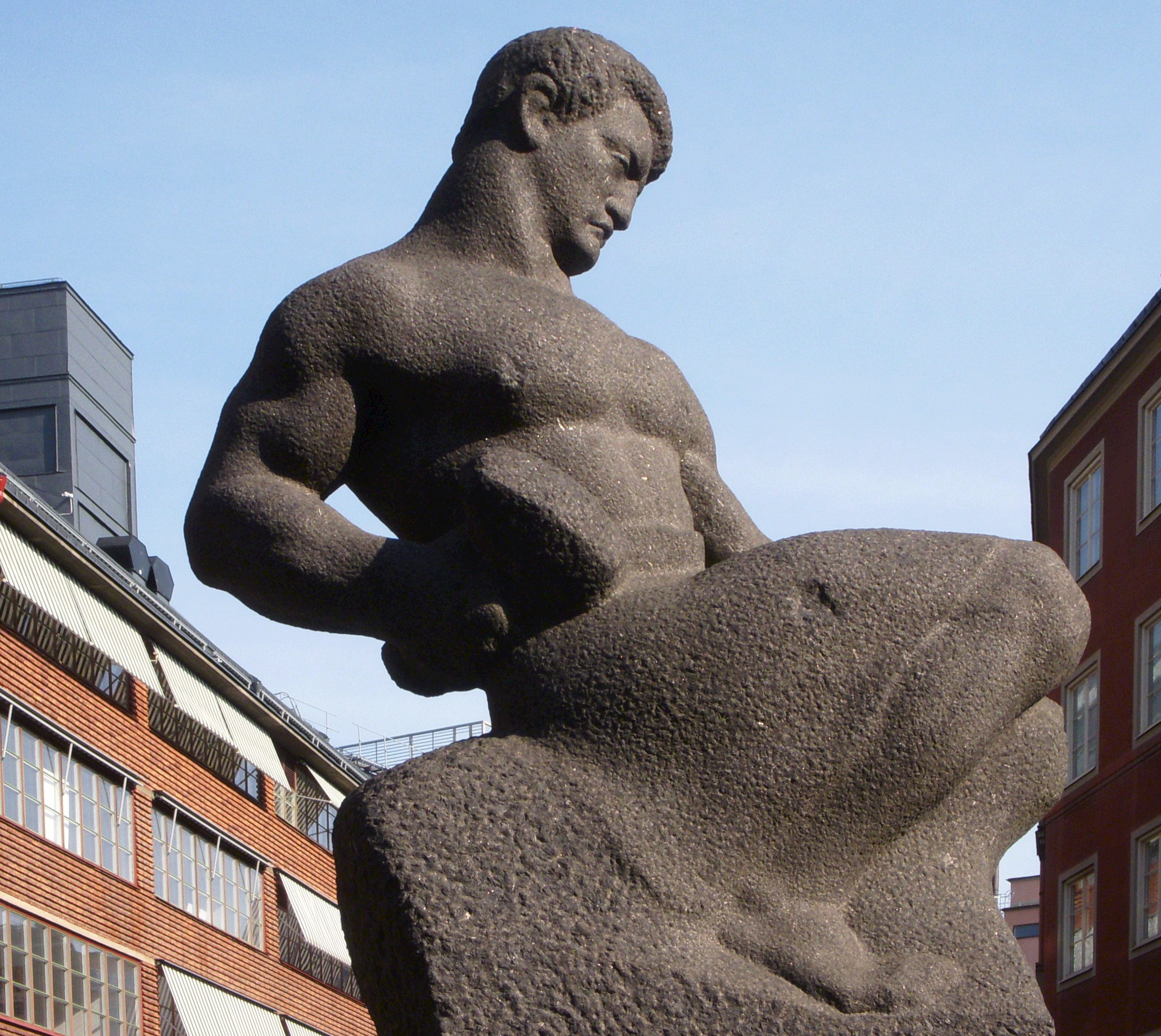
Скульптура «Рабочий», Стокгольм
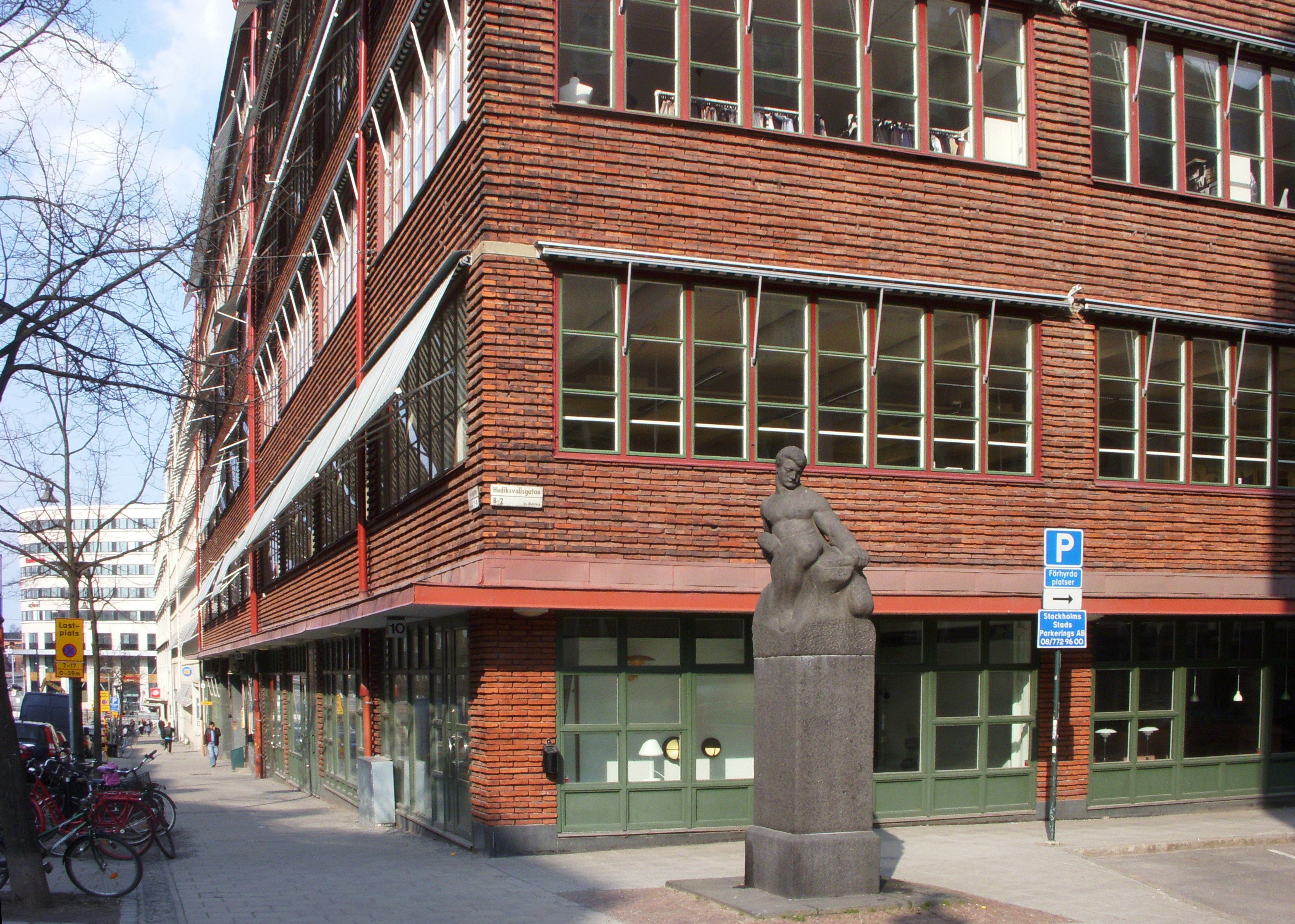
Скульптура «Рабочий»
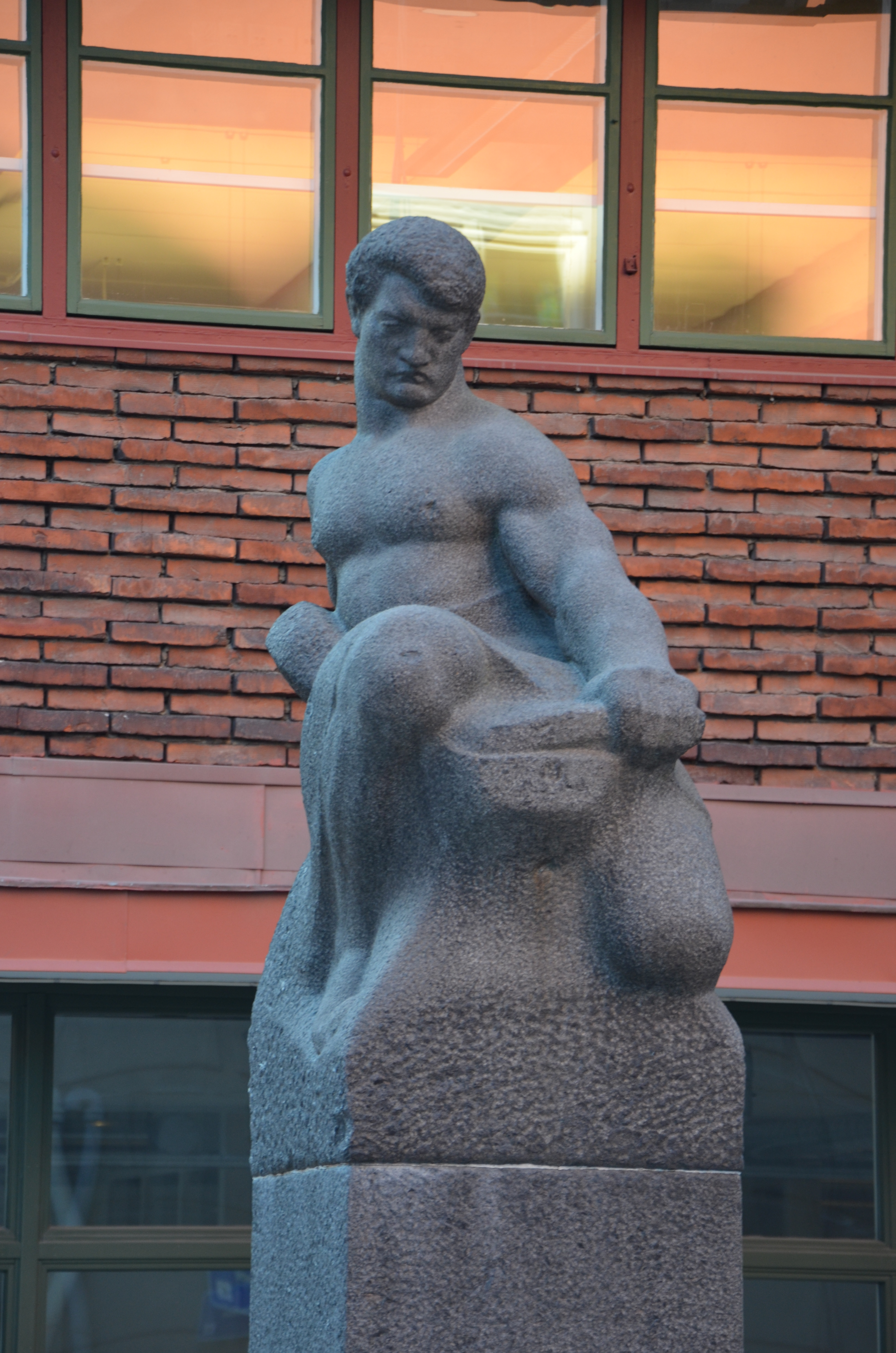
Скульптура «Рабочий»

Памятник Воровскому, Москва
Памятник Воровскому, общий вид